# Дунфэн (Ляоюань)
Дунфэ́н (кит. упр. 东丰, пиньинь Dōngfēng) — уезд городского округа Ляоюань провинции Гирин (КНР).

## История
При империи Цин это были места для императорской облавной охоты, и селиться здесь запрещалось. В 1878 году мукденский цзянцзюнь предоставил ко двору прошение о снятии запрета, и в 1896 году запрет был снят. В 1902 году здесь был официально создан уезд Дунпин (东平县, «Восточный мир»), подчинённый Хайлунской управе (海龙府) провинции Фэнтянь. В 1903 году был построен административный центр уезда Дунпин, а в марте 1912 года уезд Дунпин был переименован в уезд Дунфэн.
После образования марионеточного государства Маньчжоу-го в нём довольно часто происходили изменения административно-территориального деления, и в 1941 году уезд Дунфэн попал в состав новосозданной провинции Сыпин. По окончании Второй мировой войны было формально восстановлено старое административно-территориальное деление Китайской республики. С ноября 1945 года уезд Дунфэн попал в состав новосозданной провинции Ляобэй.
В 1954 году уезд Дунфэн были включены в состав специального района Тунхуа провинции Гирин. В 1958 году Дунфэн был переведён в состав специального района Сыпин.
3 октября 1989 года город был образован городской округ Ляоюань, состоящий из районов Луншань и Сиань, и уездов Дунляо и Дунфэн.

## Административное деление
Уезд Дунфэн делится на 12 посёлков, 1 волость и 1 национальную волость.

## Соседние административные единицы
Уезд Дунфэн граничит со следующими административными единицами:
- Уезд Дунляо (на западе)
- Провинция Ляонин (на юго-западе)
- Городской округ Тунхуа (на востоке)
- Городской округ Гирин (на северо-востоке)
- Городской округ Сыпин (на севере)

## Знаменитые уроженцы
- Гун Цзиньцзе — велогонщица, серебряный призёр Олимпийских игр 2012 года